# Estufa salamandra

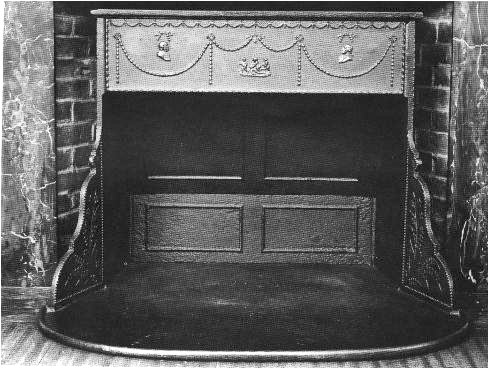
Estufa salamandra, modelo creado por Franklin y datado hacia 1795 en el Museo Metropolitano de Nueva York.

La salamandra es una estufa inventada en 1743 por Benjamin Franklin, considerada el primer sistema de calefacción moderna no integrado en la construcción. Permite una mejor regulación de la combustión y mejor control del humo que el tradicional hogar, por lo que también supone un ahorro de combustible, si bien tiene el inconveniente de que la combustión se efectúa en el ambiente a calefactar y utiliza materiales contaminantes (leña, gasolina o carbón mineral). Su cuerpo, un recipiente en forma de caja fabricado de metal fundido, dispone de una ventana enrejada regulable por la que se añade el combustible y que se eleva del suelo generalmente mediante unas patas. De su parte superior sale un tubo de chimenea para expulsar el humo.
Franklin no llamó a su calefactor salamandra, sino estufa de Pensilvania. El nombre salamandra proviene de Salamandre, una marca de calefactores creada por el ingeniero Caboche. Se debe haber generalizado la marca como denominación de ese tipo de calefactor.[cita requerida]
Al bautizarla así, se evocó a la salamandra mítica que, según se creía, podía vivir en el fuego y no quemarse.
Existen diferentes tipos de salamandra:
- salamandras de pie
- salamandras empotrables (embutibles en un muro)
- salamandras modernas y de diseño